# Polyphylla gracilicornis
Polyphylla gracilicornis är en skalbaggsart som beskrevs av Blanchard 1871. Polyphylla gracilicornis ingår i släktet Polyphylla och familjen Melolonthidae. Utöver nominatformen finns också underarten P. g. licenti.